# Krokträsket (Nederluleå socken, Norrbotten)
Krokträsket är en sjö i Luleå kommun i Norrbotten och ingår i Råneälven-Altersundets kustområde.